# George Hackathorne
George Hackathorne (13 de fevereiro de 1896 – 25 de junho de 1940) foi um ator norte-americano da era do cinema mudo. Ele atuou em 59 filmes mudos entre 1916 e 1939.

## Filmografia selecionada
- Tom Sawyer (1917) - Sid Sawyer
- The Heart of Humanity (1918) - Louis Patricia
- Better Times (1919)
- The Last of the Mohicans (1920) - Capitão Randolph
- The Little Minister (1921)
- The Village Blacksmith (1922)
- Merry-Go-Round (1923)
- The Squall (1929)